# Iskra Angełowa (aktorka)
Iskra Asenowa Angełowa (bułg. Искра Асенова Ангелова; ur. 10 lutego 1973 w Sofii) – bułgarska aktorka i dziennikarka.

## Życiorys
Ukończyła studia filologiczne na Uniwersytecie Sofijskim i studia aktorskie w Narodowej Akademii Teatralno-Filmowej „Krystio Sarafow” (klasa prof. Dimitrina Giurowa i Plamena Markowa). Przez jeden semestr uczęszczała na zajęcia do Accademia Nazionale d'Arte Drammatica Silvio D'Amico w Rzymie. W 1997 jako stypendystka Fulbrighta wyjechała do Bostonu, gdzie ukończyła studia z zakresu dziennikarstwa telewizyjnego na Emerson College. W latach 1999–2000 brała udział w produkcji programu The Early Show, emitowanego przez telewizję CBS.
Po powrocie do Bułgarii zajęła się produkcją programów do porannego bloku stacji telewizyjnej „bTV”. W latach 2002–2004 była redaktorem prowadzącym sobotnio-niedzielnego wydania programu „U nas”, emitowanego przez Nową Telewizję (Нова телевизия). Przygotowywała także scenariusze programów informacyjnych i kulturalnych.
Jako aktorka występowała na sofijskiej scenie teatru Łza i śmiech (Сълза и смях), a także na scenie Teatru Narodowego Iwan Wazow i Teatru Nowoczesnego (Модерен театър). W 2001 zadebiutowała w filmie. Ma na swoim koncie trzy role filmowe. W 2007 ukazała się powieść Czy ja cię kocham? (Обичам ли те?), którą napisała wspólnie z dziennikarzem Petyrem Wołginem.

## Filmografia
- 2001: She jako księżniczka egipska
- 2001: Mindstorm jako matka Foster
- 2004: Dragon Storm jako Nessa